# مجلس أمناء صندوق الجالية الإسلامية في هونغ كونغ
مجلس أمناء صندوق الجالية الإسلامية في هونغ كونغ (بالصينية 香港回教信託基金總會)، هي منظمة معترف بها من قبل حكومة هونغ كونغ تأسست في 1 ديسمبر 1970، تمثل المصالح الجالية الإسلامية في هونغ كونغ. وتعرف اختصارًا بين المسلمين المحليين بمجلس الأمناء يقع مكتب المجلس في مسجد عمار. يدير المجلس جامع مساجد (هونغ كونغ) ومسجد عمار ومسجد شاي وان ومسجد كاولون والمركز الإسلامي وكذلك مقبرة كيب كولينسون للمسلمين.